# Torpeda G7es
Torpeda G7es – typ niemieckich torped ciężkich kalibru 533 mm z czasów drugiej wojny światowej, wyposażonych w pasywny układ samonaprowadzania akustycznego. Opracowana w wariantach T IV Falke, T V Zaunkönig I oraz T XI Zaunkönig II torpeda G7es, przeznaczona była do zwalczania nawodnych jednostek eskorty konwojów. Torpeda ta napędzana była zasilanym z baterii silnikiem elektrycznym i przenosiła głowicę z ładunkiem 274 kilogramów materiału Schießwolle 36.
Pierwsze eksperymenty z pasywnym naprowadzaniem akustycznym rozpoczęły się w Niemczech w 1935 roku, zaś pierwsza na świecie operacyjna torpeda akustyczna – T IV Falke – weszła do służby w Kriegsmarine w styczniu 1943 roku. Z około 100 wyprodukowanych torped tego modelu, bojowo użyto 30 pocisków. Torpeda ta szybko została zastąpiona ulepszoną odmianą T V Zaunkönig I, która wśród aliantów znana była jako GNAT (German Naval Acustic Torpedo). Torpeda T V przeznaczona była do zwalczania okrętów eskorty poruszających się z optymalną dla pracy z użyciem Asdicu prędkością 12 do 19 węzłów.
Sama torpeda T V występowała w dwóch wariantach – z płaskim czołem oraz z dziobem zaokrąglonym. W wariancie płaskim wyposażona była w cztery hydrofony, zaś w wariancie z zaokrąglonym dziobem używała dwóch hydrofonów. W ostatnim z tych modeli, bakelitowy dziób torpedy wypełniony był gliceryną oraz glikolem etylenowym w celu zapewnienia jak najlepszej transmisji akustycznej do hydrofonów.
Po wystrzeleniu torpedy tego typu, macierzyste okręty podwodne zanurzały się na większą głębokość oraz wyłączały wszystkie źródła dźwięku, w celu uniknięcia zwrócenia na siebie uwagi własnej torpedy. Mimo to podejrzewano, że dwa U-Booty zostały zatopione przez własną torpedę akustyczną. Powojenne badania wykazały jednak, że jednostki te zatopione zostały przez alianckie okręty nawodne i lotnictwo. Podczas II wojny światowej wystrzelono 640 torped T V, których odsetek trafień wyniósł 6%. Ten stosunkowo niski współczynnik spowodowany został rozpowszechnieniem się w trakcie bitwy o Atlantyk środków zaradczych, przede wszystkim w postaci pułapki akustycznej Foxer.
Pod koniec wojny do użytku operacyjnego wprowadzono ulepszoną wersję torpedy w wariancie T XI Zaunkönig II, w której możliwe były zmiany ustawień ataku w celu ominięcia jednostek eskorty i uderzenia na wolniejsze jednostki transportowe, wzmocnieniu uległa też odporność na pułapki akustyczne. Jedynie jednak jeden okręt został wyposażony w tę wersję torped, żadna jednak z nich nie została wystrzelona.